# Maxomys tajuddinii
Maxomys tajuddinii és una espècie de mamífer rosegador de la família dels múrids. Viu a Indonèsia (Kalimantan i Sumatra) i Malàisia (peninsular, Sabah i Sarawak). És un rosegador de mida mitjana, amb una llargada de cap a gropa de 95,36-121,5 mm, una cua de 106,9-122,3 mm, peus de 27,62-30,04 mm i un pes de fins a 70 g. És una espècie en risc mínim, és a dir, no sembla que hi hagi cap amenaça significativa per a la seva supervivència.